# ペラーヨ

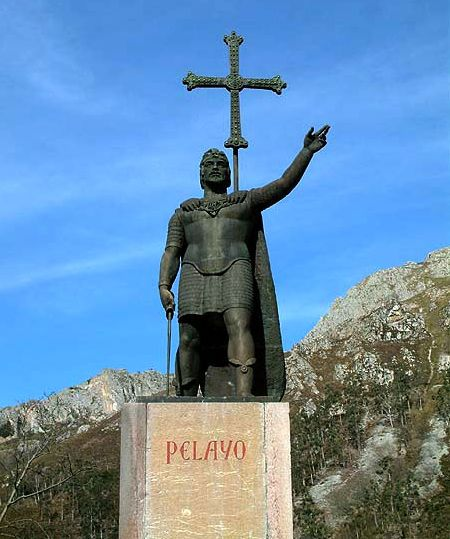
ペラーヨ像（コバドンガ）

ペラーヨ（スペイン語：Don Pelayo, ? - 737年）は、西ゴート王国の貴族で、初代アストゥリアス王（在位：718年 - 737年）。

## 生涯
ペラーヨはアストゥリアス地方を支配していた西ゴートの貴族ファフィラ（ファビラ）の息子であったといわれる。『Codex Vigilanus』によると、ファフィラはガラエキアの公であったが西ゴート王ウィティザに殺害されたという。 『アルフォンソ3世年代記』ではペラーヨは西ゴート王キンダスウィントの孫とされ、父ファフィラはウィティザの指示でコルドバに幽閉されていたとされる。イスラム勢力がイベリア半島に侵攻し、グアダレーテ河畔の戦いでウマイヤ朝軍に敗れた西ゴート王国が崩壊するとアストゥリアス地方に逃げ、718年にアストゥリアス王国を建国した。722年にコバドンガの戦いでイスラム軍を破っている。このことより、イベリア・レコンキスタの開始者として位置づけられている。
737年に死去。息子ファビラ（ファフィラ）が跡を継ぎ、娘エルメシンダは後にアストゥリアス王となるアルフォンソ1世と結婚した。